# Вилоби (Охајо)
Вилоби (енгл. Willoughby) град је у америчкој савезној држави Охајо.

## Демографија
По попису из 2010. године број становника је 22.268, што је 353 (-1,6%) становника мање него 2000. године.
| Група             | 2000.          | 2010.          |
| Белци             | 21.695 (95,9%) | 20.632 (92,7%) |
| Афроамериканци    | 258 (1,1%)     | 691 (3,1%)     |
| Азијати           | 261 (1,2%)     | 325 (1,5%)     |
| Хиспаноамериканци | 161 (0,7%)     | 287 (1,3%)     |
| Укупно            | 22.621         | 22.268         |